# The Conspiracy (2012)
The Conspiracy is een Canadese mockumentary-thriller/horrorfilm uit 2012 onder regie van Christopher MacBride. Hij schreef ook het verhaal.

## Verhaal
Het is 2011. Jim en Aaron beginnen met het maken van een documentaire over complottheorieën en mensen die hier heilig in geloven. Ze stellen een man genaamd Terrance G. centraal. Hij is ervan overtuigd dat een geheime elite de wereld regeert en toewerkt naar de conclusie van een allesomvattend plan om deze macht absoluut te maken. Terrances woning ligt en hangt vol met documentatie van alles wat in zijn ogen te maken heeft met het grote complot. Dit varieert van duizenden krantenartikelen tot opnames van nieuwsuitzendingen en toespraken van politici. Tijdens interviews met willekeurige voorbijgangers op straat, komen Jim en Aaron erachter dat er talloze mensen zijn die geloven dat de ware machthebbers in de wereld deel uitmaken van een kleine groep die achter de schermen aan de touwtjes trekt. De één gelooft dat deze mensen deel uitmaken van de Bilderbergconferentie, de ander noemt de Illuminati, Bohemian Grove, de CIA of de NSA. Terrance is iemand die zich actief inzet voor zijn zaak en de straat opgaat om mensen te overtuigen van zijn bevindingen. Hij redeneert dat de selecte groep al overtuigden niet bij machte is om de geheime elite te verslaan en dat hij daarom de waarheid moet verspreiden om de groep te vergroten.
Nadat Jim en Aaron vier weken lang geen contact meer kunnen krijgen met Terrance, gaan ze hem zoeken. Omdat zijn huisbaas zijn woning leeg laat maken, nemen ze zijn gehele documentatie mee. Hoewel ze in het begin lacherig doen over Terrances ideeën, begint Aaron zijn documenten en opnames door te spitten om te achterhalen of daar een patroon in zit. Jim wijt Terrances ideeën aan een overmatige fantasie, maar Aaron staat er opener in. Hij komt er zodoende achter dat Terrance zich concentreerde op een onderneming genaamd The Tarsus Club, volledig bestaand uit maatschappelijk vooraanstaande mannen. Jim en Aaron proberen hier vervolgens zoveel mogelijk over te weten te komen. Zo komen ze in contact met een man die zichzelf Mark Tucker noemt. Hij beweert dat hij de schrijver is van een artikel in Time Magazine waarin het bestaan van de Tarsus Club voor het eerst werd genoemd. Volgens hem was het artikel in eerste instantie veel onthullender, maar heeft zijn eindredacteur het teruggebracht tot de versie die Jim en Aaron in het blad hebben gelezen. Zo kwam Tucker erachter dat verschillende grote wereldgebeurtenissen plaatsvonden vlak nadat de Tarsus Club samenkwam. Hij vertelt dat alles wat de groep doet in het teken staat van één doel: de creatie van een Nieuwe Wereldorde. Om dit te bereiken vinden er wereldwijd allerlei schijnbaar niet verwante gebeurtenissen plaats die er ondertussen voor zorgen dat er steeds meer macht en kapitaal in handen komt van een steeds kleinere groep mensen. Dit zijn stuk voor stuk leden van de Tarsus Club.
Jim blijft sceptisch, maar Aaron gelooft meer en meer dat Terrance wel degelijk iets op het spoor was. Wanneer zijn huis op een dag overhoop gehaald blijkt, versterkt dit zijn geloof. Jim gaat ervan uit dat er sprake is van een inbraak als alle anderen. Hij laat Aaron zolang intrekken bij hem, zijn vrouw Tracy en hun baby.
Tucker vertelt Jim en Aaron dat de Tarsus Club Mithras verafgoodt. Volgens hem zijn verschillende rituelen van de leden over duizenden jaren zo ingesleten in de alledaagse maatschappij, dat ze niet als zodanig worden herkend. Als voorbeeld noemt hij een gebruik als het reguliere handschudden. Tucker vertelt verder dat de leden van de Tarsus Club tijdens bijeenkomsten een rituele jacht en slachting van een stier uitvoeren, ter verering van Mithras.
Jim en Aaron raken ervan overtuigd dat ze in de gaten worden gehouden. Jim wil stoppen met het maken van de documentaire. Hij vreest voor de veiligheid van zijn vrouw en kind. Hij beredeneert dat zij deze mensen toch geen strobreed in de weg kunnen leggen als die werkelijk zo machtig zijn. Aaron wil niet opgeven. Hij wil met een verborgen camera een bijeenkomst van de Tarsus Club infiltreren. Jim laat hem dit niet alleen doen. Tucker schakelt zijn contacten in en vertelt ze waar en wanneer ze moeten zijn voor de volgende bijeenkomst. Jim en Aaron gaan op zijn aanwijzingen naar een gemarkeerde locatie in een bos. Er stopt een pick-up op de naastgelegen weg, die de twee in de laadruimte naar een geheime locatie brengt. Via een gang in dit gebouw belanden Jim en Aaron op een bijeenkomst van een herenclub in black tie. Iedereen spreekt elkaar hier aan met 'broeder'. Jim en Aaron mengen zich onder de gasten en doen alsof ze deel uitmaken van het gezelschap.
Drie slagen op een gong vormen het teken dat iedereen naar buiten moet gaan. Hier begint het openingsritueel van de bijeenkomst. De mannen die al eerder een bijeenkomst bezochten, zetten een leeuwenmasker op. De debutanten worden naar voren geroepen. Zij zijn de raven en moeten mee voor een inwijdingsritueel. Jim en Aaron begeven zich onder hen. Terwijl Jim al binnen is voor de ceremonie, ziet Aaron tot zijn verbazing dat Mark Tucker zich ook op de bijeenkomst bevindt. Hij noemt zonder terughoudendheid zijn naam tegen anderen en heeft een leeuwenmasker in zijn hand. Jim ondergaat intussen de inwijding. Hiervoor laat hij zijn handen aan elkaar binden met een touw, waarna een gemaskerde man dat met een zwaard los hakt. Vervolgens zet de man Jim een ravenmasker op. In de hal vertelt een ander lid Jim dat hij nu deel uitmaakt van familie die even belangrijk is als een vrouw, of een klein kind. Jim begrijpt dat hij doelt op Tracy en hun baby. Wanneer hij ze probeert te bellen, gaat haar telefoon over achter de deur waarvoor hij staat. Hij hoort hun kind huilen.
Aaron treedt aan bij de ceremoniemeester. Nadat die het touw tussen zijn handen los hakt, zet hij hem zijn masker op. In de daaropvolgende gang, belandt Aaron voor een spiegel. Zijn masker is geen ravenkop, maar dat van een stier. Zodra hij buiten stapt, klinkt een jachthoorn. De leden van de Tarsus Club stormen gewapend met dolken op hem af. Aaron rent het bos in. Doordat hij struikelt en valt, raakt hij bij toeval verstopt voor de jagers. Jim en hij hebben voor ze naar de bijeenkomst kwamen afgesproken om samen te komen bij een huisje in het bos mochten ze elkaar kwijtraken. Wanneer hij dit terugvindt, ziet hij door het raam dat Jim al binnen zit. Zodra Aaron binnenstapt, blijken jagers hem hier op te wachten. Terwijl zij achter hem aankomen, stormt buiten ook de rest van de groep op Aaron af. Ze steken met zijn allen op hem in.

## Epiloog
Een tekst in beeld maakt duidelijk dat de makers van de documentaire na hun infiltratie een interview hadden met William Jensen, het operationeel hoofd van Taurus Club International. Hij vertelt dat communicatie tussen vooraanstaande mensen de belangrijkste waarde van de organisatie is. Volgens hem is de Taurus Club door de opkomst van het internet alleen het slachtoffer geworden van complottheorieën die zich als een virus verspreiden. Jensens hoofd public relations vult aan dat ze hierdoor regelmatig te maken hebben met mensen die de bijeenkomsten infiltreren. Volgens haar is het daarom bijna een traditie geworden om deze mensen bang te maken.
Jim komt in beeld. Hij is zichtbaar niet op zijn gemak. Hij vertelt dat de beveiliging van de Taurus Club hem en Aaron hebben ondervraagd en daarna laten gaan. Hij verklaart dat ze Aaron alleen bang hebben gemaakt, maar dat die er getraumatiseerd van raakte en dat hij hem sinds die dag niet meer heeft gezien. Jensen zegt dat Taurus inderdaad iets globaals wil bereiken, maar dat dit een globale gemeenschap betreft waarin wereldleiders met elkaar overleggen. Jim verschijnt weer in beeld, nu met Tracy en hun baby. Ze schuifelt op de bank, vermijdt oogcontact en kijkt weg van de camera. Desgevraagd vertelt Jim dat hij denkt dat Aaron naar de plek is gegaan waar ook Terrance is. Zijn ogen staan waterig.

## Rolverdeling
| - Aaron Poole - Aaron - James Gilbert - Jim - Bruce Clayton - Mark Tucker - Alan C. Peterson - Terrance G. - Laura de Carteret - Nicole Higgins - Ron Kennell - Ron - Ian Matthews - Harvey - Dennis O'Connor - Robert Williams - R.D. Reid - William Jensen | - Philip Riccio - Kevin - Lina Roessler - Tracy - Melanie Scrofano - Sarah - Roy Swanson - Murray Chance - David Tompa - Bob - Ian Anderson - zichzelf - Roger Beck - zichzelf - Patrick Whyte - zichzelf |